# Кардинальные вены
Кардинальные вены (лат. Venae cardinales) — парные продольные вены низших позвоночных (круглоротых, рыб, хвостатых земноводных) и зародышей высших. Кардинальные вены несут кровь к сердцу. Передние кардинальные вены (Venae cardinales anteriores) приносят кровь из головы, а задние кардинальные вены (Venae cardinales posteriores) — из задней части тела. Передние и задние кардинальные вены сливаются и образуют кювьеровы протоки (общие кардинальные вены), которые впадают в венозный синус.
Передние кардинальные вены у высших позвоночных преобразуются во внутреннюю яремную вену (Venae jugularis interna). Задние кардинальные вены у наземных позвоночных редуцируются, и их функцию выполняет нижняя полая вена.